# Abadan International Airport
Abadan International Airport (persiska: فرودگاه آبادان, Forūdgāh-e Beyn ol Melalī-ye Ābādān) är en flygplats i Iran.   Den ligger i provinsen Khuzestan, i den västra delen av landet, 700 km söder om huvudstaden Teheran. Abadan International Airport ligger 5 meter över havet.
Terrängen runt Abadan International Airport är mycket platt. Runt Abadan International Airport är det ganska tätbefolkat, med 139 invånare per kvadratkilometer. Närmaste större samhälle är Abadan, 8,1 km öster om Abadan International Airport. Runt Abadan International Airport är det i huvudsak tätbebyggt.